# 佐竹美佐子
佐竹美佐子（日语：／ Satake Misako，1951年1月19日—），日本女子篮球运动员。她曾随日本国家队参加了1976年夏季奥林匹克运动会女子篮球比赛，最终队伍获得第五名。